# Triplasis
Triplasis là một chi thực vật có hoa trong họ Hòa thảo (Poaceae).

## Loài
Chi Triplasis gồm các loài: